# I pazzi per progetto
I pazzi per progetto (dt.: Die absichtlichen Narren) ist eine Farsa in einem Akt von Gaetano Donizetti. Das Libretto stammt von Domenico Gilardoni. Die erste Aufführung fand am 6. Februar 1830 am Teatro San Carlo in Neapel statt.

## Handlung
Norinas Onkel Darlemont leitet ein Irrenhaus in Paris. Nacheinander kommen Cristina, ihr geiziger Vormund Venanzio, der desertierte Militärtrompeter Eustachio und Colonel Blinval an.
Venanzio möchte Cristina für irre erklären, damit er sie beerben kann. Cristina ist aber nur in Blinval verliebt, mit dem sie eine Liebesnacht verbracht hat. Blinval jedoch ist mit Norina verheiratet, der Nichte des Direktors Darlemont. Blinval versprach Cristina, sie zu heiraten, sobald seine Frau Norina verstorben sei. Norina, die wegen der militärischen Abwesenheit ihres Gatten und seinen amourösen Abenteuern lange von ihm getrennt war, erfreut sich bester Gesundheit und liebt ihn immer noch. Mit Hilfe ihres Onkels Darlemont spielt sie ihrem Mann vor, sie sei aus Kummer über seine Seitensprünge tatsächlich verrückt geworden, um so seine Liebe zu ihr zu prüfen. Blinval erfährt davon und, plötzlich eifersüchtig geworden, dreht er den Spieß um und spielt seinerseits den Verrückten.
Eustacchio, ein desertierter Militärtrompeter aus Colonel Blinvals Regiment, gibt sich als Arzt aus, um so seinen Verfolgern entkommen zu können. Aber Blival erkennt ihn, obwohl Eustacchio sich blöd stellt und beteuert, es liege nur eine Ähnlichkeit vor.
Schließlich merkt Darlemont, dass alles nur gespielt ist und es gelingt ihm die „absichtlichen Narren“ wieder zur Vernunft zu bringen. Die verwickelten Verdächtigungen, Enttäuschungen und Missverständnissen lösen sich auf:
Blinval und Norina versöhnen sich und Blinval verspricht ihr, sie nie wieder zu betrügen. Cristina verspricht, Blinval fortan in Ruhe zu lassen, worauf sie sofort von Darlemont umworben wird. Venanzi freut sich, dass sein Mündel wieder bei Verstand ist und offeriert Darlemont eine gute Bezahlung. Dieser verlangt anstelle der Bezahlung die Hand Cristinas, die ihm auch gewährt wird. Eustachio wird von Blinval begnadigt, und so löst sich alles in Minne auf.

## Werkgeschichte
Für I pazzi per progetto unterbrach Donizetti in Neapel die Arbeit an Il diluvio universale. I pazzi ist ein schnell niedergeschriebenes Gelegenheitswerk, mit dem der Donizetti etwas Geld verdienen wollte. Bei der Uraufführung am 6. Februar 1830 am Teatro San Carlo in Neapel sangen Luigi Lablache (Darlemont), Maria Carraro (Norina), Giuseppe Fioravanti (Blinval), Giovanni Battista Campagnoli (Eustachio), Luigia Boccabadati (Cristina), Gennarino Luzio (Venanzio) und Gennaro Ambrosini (Frank). Die musikalische Leitung hatte Nicola Festa. Die Bühnenbilder stammten von Pasquale Canna, Nicola „Nicoletto“ Pellandi und Leopoldo Galluzzi. Obwohl entgegen aller Tradition in der Oper keine Tenorrolle vorkam, wurden das Werk vom Publikum gut aufgenommen.
Heute wird die Oper oft zusammen mit Viva la Mamma aufgeführt, einem weiteren komischen Einakter Donizettis. Die Partitur wird im Conservatorio San Pietro a Majella di Napoli aufbewahrt.

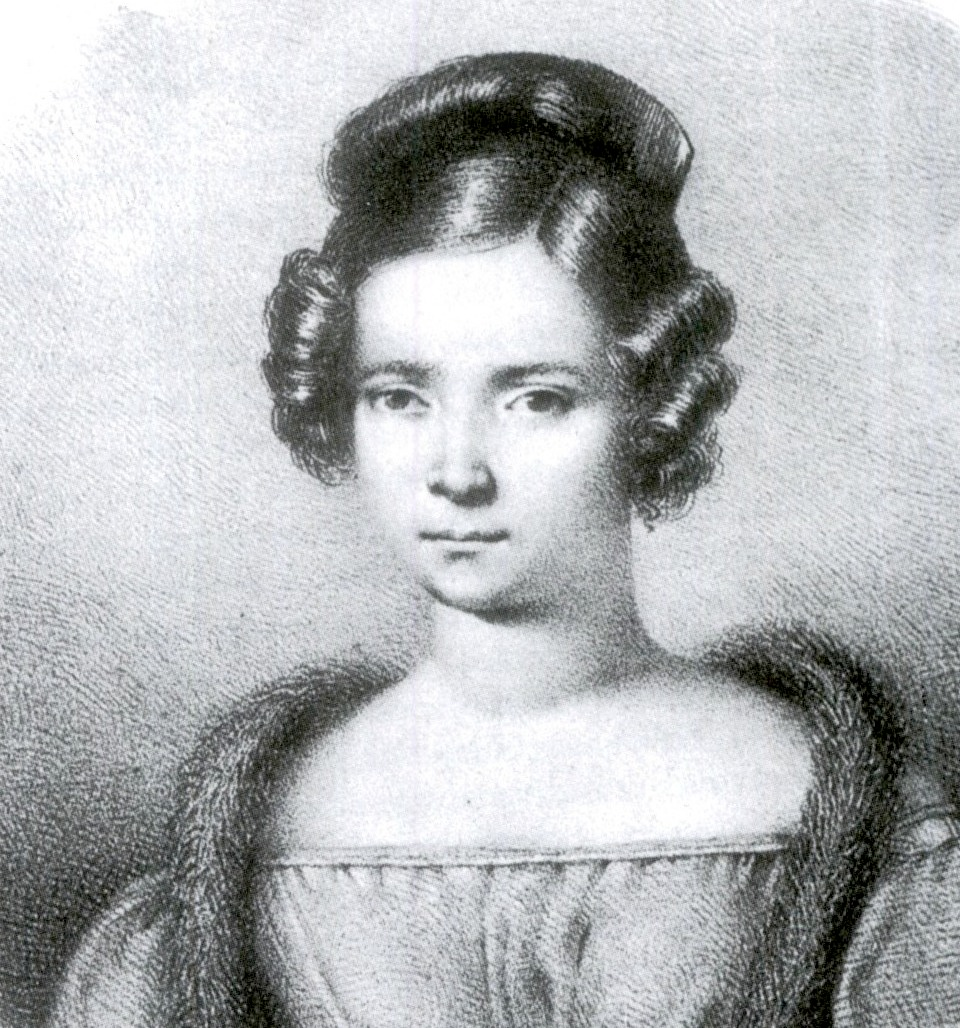
Luigia Boccabadati, die erste Norina
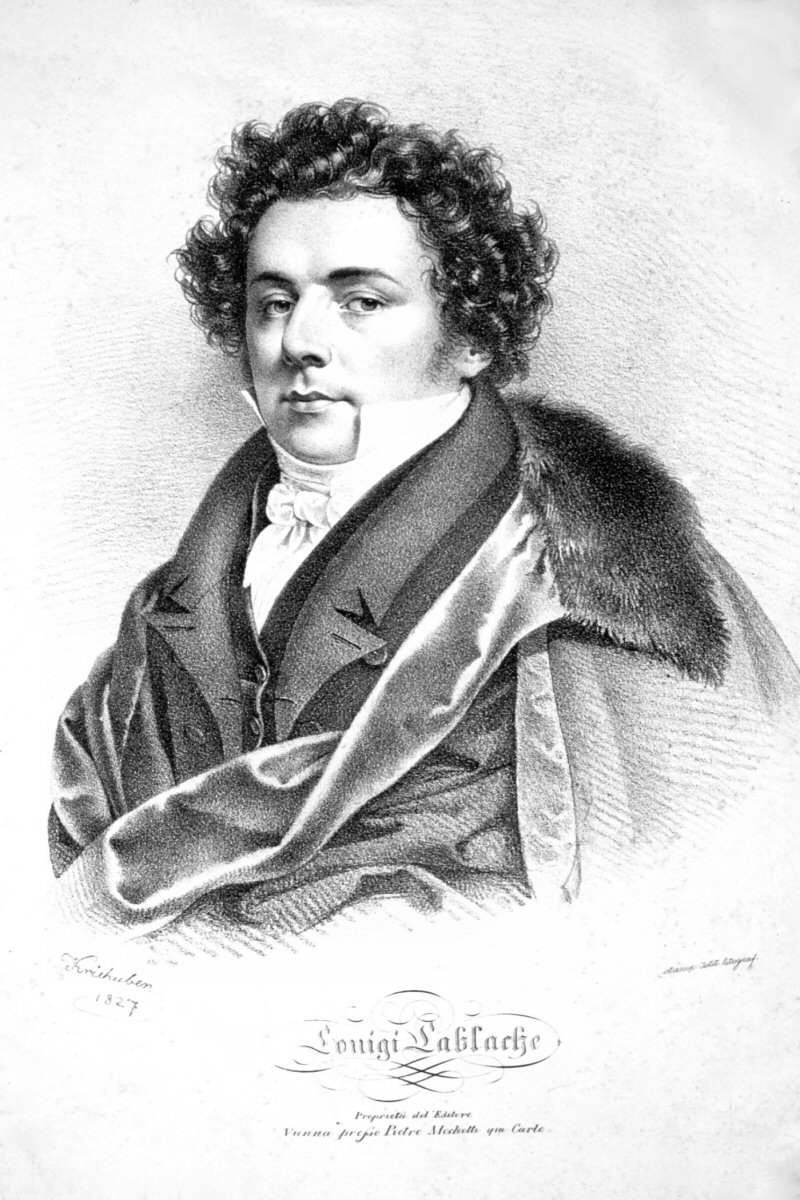
Luigi Lablache, der erste Darlemont